# Kaltenbachtor
Das Kaltenbachtor war ein Stadttor der Stadtbefestigung des mittelalterlichen Münchens.

## Lage
Das Kaltenbachtor lag östlich des Stadtkerns an der Stelle, an der die Salzstraße von der Isarbrücke kommend den Kaltenbach über eine Brücke überquerte. Das entspricht in etwa einer Stelle stadteinwärts der heutigen Kreuzung Tal / Hochbrückenstraße – Radlsteg.

## Geschichte
Erstmals erwähnt wird das Tor in einer Kammerrechnung von 1319 als porta in valli super Chaltenbach (Tor im Tal über dem Kaltenbach). Das ist auch insoweit von historischem Interesse, da die erste Stadterweiterung Münchens unter Herzog Ludwig I. (der Kelheimer) nur durch die Existenz dieses Tors bezeugt ist.
Mit dem Turm, der 1324 als turris in Chaltenbach und 1330/31 als ad turrim super Chaltenpach genannt wird, ist jedoch wahrscheinlich nicht das Kaltenbachtor gemeint, sondern der direkt über dem Einlauf des Bachs in die Stadt stehende Turm, der ab 1417 als Katzenturm bezeichnet wurde. Auch der Kaltenbach hieß ab etwa 1450 Katzenbach.
Das Kaltenbachtor diente als Vorwerk des Talburgtors und gewährte Einlass in den im Osten vor der ersten Stadtmauer liegenden Bereich, in den sich die Stadt unter Ludwig I. ausgedehnt hatte. Maut und Zoll wurden weiterhin am Talburgtor erhoben, wobei unklar ist, ob sich diese Bezeichnung zur damaligen Zeit noch auf den Rathausturm bezog oder auf das Kaltenbachtor übertragen worden war.
Nach der Fertigstellung des Isartors 1337 verlor das Kaltenbachtor seine Schutzfunktion. Wann es abgerissen wurde, ist nicht bekannt. Auf dem ersten Stadtplan Münchens 1613 von Tobias Volckmer ist es im Gegensatz zu den fünf Toren der ersten Stadtmauer nicht mehr eingezeichnet, auch im Stadtmodell Münchens von Jakob Sandtner aus dem Jahr 1570 ist es nicht mehr vorhanden. Die über den Kaltenbach führende Brücke ist jedoch jeweils dargestellt, sie war später unter dem Namen Hochbrücke bekannt.

## Beschreibung
Die genaue Form des Kaltenbachtors ist nicht überliefert. Es wird jedoch angenommen, dass es wie die fünf Tore der ersten Stadtmauer aus einem mehrgeschossigen Turm mit einer Tordurchfahrt bestand.